# Main-Tauber-Kreis
Main-Tauber-Kreis is een Landkreis in de Duitse deelstaat Baden-Württemberg. Op 31 december 2020 telde de Landkreis 132.684 inwoners op een oppervlakte van 1.304,42 km². Kreisstadt is de stad Tauberbischofsheim.

## Steden en gemeenten
Steden
1. Bad Mergentheim
2. Boxberg
3. Creglingen
4. Freudenberg
5. Grünsfeld
6. Külsheim
7. Lauda-Königshofen
8. Niederstetten
9. Tauberbischofsheim
10. Weikersheim
11. Wertheim

Overige gemeenten
1. Ahorn
2. Assamstadt
3. Großrinderfeld
4. Igersheim
5. Königheim
6. Werbach
7. Wittighausen

Alb-Donau-Kreis · Baden-Baden · Biberach · Bodenseekreis · Böblingen · Breisgau-Hochschwarzwald · Calw · Emmendingen · Enzkreis · Esslingen · Freiburg im Breisgau · Freudenstadt · Göppingen · Heidelberg · Heidenheim · Heilbronn (stad) · Landkreis Heilbronn · Hohenlohe · Karlsruhe (stad) · Landkreis Karlsruhe · Konstanz · Lörrach · Ludwigsburg · Main-Tauber-Kreis  · Mannheim · Neckar-Odenwald-Kreis · Ortenaukreis · Ostalbkreis · Pforzheim · Rastatt · Ravensburg · Rems-Murr-Kreis · Reutlingen · Rhein-Neckar-Kreis · Rottweil · Schwäbisch Hall · Schwarzwald-Baar-Kreis · Sigmaringen · Stuttgart · Tübingen · Tuttlingen · Ulm · Waldshut · Zollernalbkreis
Ahorn ·
Assamstadt ·
Bad Mergentheim ·
Boxberg ·
Creglingen ·
Freudenberg ·
Großrinderfeld ·
Grünsfeld ·
Igersheim ·
Königheim ·
Külsheim ·
Lauda-Königshofen ·
Niederstetten ·
Tauberbischofsheim ·
Weikersheim ·
Werbach ·
Wertheim ·
Wittighausen